# Вишиванковий фестиваль 2016
«Вишива́нковий фестива́ль 2016» — етнофестиваль, що відбувався з 20 по 24 серпня 2016 року на Приморському бульварі в Одесі. Фестиваль присвячений ювілейній, 25-й річниці Незалежності України.

## Загальний опис фестивалю
«Вишиванковий фестиваль» 2016 — мультиструктуроване дійство, всередині якого зосереджено близько двох десятків різноманітних акцій, забав та заходів. Протягом усього фестивалю на Приморському бульварі діяли фотозони, де кожен мав змогу зробити світлину у вишиванці у професіоналів, та ярмарок народних майстрів, на якому можна було подивитися та придбати вишиванки й етнічні прикраси, традиційну кераміку й українські книжки, диски з вітчизняною музикою, фільмами, різноманітні українські сувеніри. Також з 22 по 24 серпня тривала концертна програма.

## Перший день фестивалю
Традиційне для Одеси святкування Дня Незалежності України розпочалося 20 серпня. Щодня з самого ранку на Приморському бульварі працював ярмарок, де кожен охочий міг придбати роботи 200 майстрів та майстринь. Найбільше було вишиванок: чоловічі і жіночі вишиті сорочки з різноманітними орнаментами, сукні з вишивкою ручної роботи та машинною вишивкою, вишиті нитками чи бісером. 
Програма першого дня Вишфесту була доволі насиченою. Спочатку одесити взяли участь у квесті «Одеса українська». О 18:00 біля пам’ятника Дюку де Ришельє відбувся показ національного вбрання. Протягом години зацікавлені одесити та гості міста споглядали вишиванки та вишиті сукні від трьох українських брендів. У найактивніших глядачок була можливість виграти вишиванку під час конкурсів в перервах між показами. О 21:00 на тому ж місці відбулась акція вшанування пам’яті загиблих українських воїнів. Небайдужі одесити запалили свічки та виклали з них мапу України, в пам’ять про тих, хто загинув за її незалежність.

## Перший публічний диктант
Публічний масовий диктант з української мови вперше відбувся в місті увечері 21 серпня 2016 року на Приморському бульварі біля пам'ятника Дюку де Рішельє, де спеціально встановили столи і стільці. За кожним столом сиділи по двоє учасників диктанту. Для диктанту було обрано уривок з роману Юрія Яновського «Майстер корабля», а текст диктанту зачитала заступник декана філологічного факультету Одеського національного університету ім. Іллі Мечникова доцент Наталія Коробкова. Диктант розпочався близько 19-ї години, а вся процедура тривала до 22-ї години, про що написав навіть антиукраїнський сайт «Новини Новоросії».
Близько 130 учасників диктанту розділили на дві вікові категорії: від 10 до 18 років і старше 19 років. Головою журі була професор кафедри української мови Семененко Лариса Анатоліївна. Також до складу журі ввійшли викладачі ОНУ й один шкільний учитель. Як наголосили організатори, всі роботи були зашифровані таким чином, що члени журі не знали, чию саме роботу перевіряють. Близько 10 волонтерів під час диктанту контролювали процес, щоб не допустити списування. 
У старшій віковій групі переміг юрист, аспірант Одеської юридичної академії Юрій Батан, друге-третє місця розділили троє учасників; у молодшій переміг 18-річний Андрій Куцак із Придністров'я, а ще якісь роботи педагоги через велику кількість помилок не змогли виділити. Пунктуаційних помилок було значно більше, ніж орфографічних. Переможці отримали призи – сертифікати на придбання вишиванок. За перші місця вручені сертифікати на 1,5 тис. грн, за друге – 1 тис., третє – 500 грн.

## Четвертий день фестивалю
У День Державного Прапора України, 23 серпня, відбулося традиційне підняття Державного Прапора Потьомкінськими сходами.

## Вишиванковий ланцюг
У День незалежності України, 24 серпня, в Одесі традиційно встановили рекорд: на Потьомкінських сходах 3351 особа (на 196 осіб більше, ніж у 2015 році) у вишиванках створила живий ланцюг. Долучився до заходу і голова Одеської обласної адміністрації Міхеїл Саакашвілі, який прийшов у вишиванці. А «очолив» незвичайну ланцюг бронзовий Дюк де Рішельє, на якого наділи гігантську сорочку, розшиту національним орнаментом. Вишиванка Дюка зроблена з бавовни. Орнаментом стала не вишивка, а жакардова тканина. Її роблять на Тернопільщині, відтворюючи при цьому старовинні народні візерунки. На виготовлення сорочки було витрачено десять годин.
Також в останній день фестивалю відбулися забіг у вишиванках і синьо-жовтий автопробіг вулицями міста.